# أفينير بيغين
أفينير بيغين هو نادي كرة قدم في لوكسمبورغ تأسس في 1 يوليو 1915.

## وصلات خارجية
- الموقع الرسمي